# Usurper
Usurper (engl. ‚Usurpator‘) ist eine US-amerikanische Thrash-, Death- und Black-Metal-Band, die im Jahr 1993 in Chicago, Illinois, gegründet wurde und sich im Jahr 2007 wieder trennte.

## Geschichte
Die Band wurde im Jahr 1993 von Gitarrist und Sänger Rick Scythe, Schlagzeuger Joe Apocalyptic Warlord und Sänger General Diabolical Slaughter gegründet. Ihr erstes Demo veröffentlichte die Band im Folgejahr. Im Jahr 1995 stieß Bassist Jon Necromancer zur Band. Im selben Jahr erreicht die Band außerdem einen Vertrag mit dem norwegischen Label Head Not Found und veröffentlichten bei diesem im selben Jahr ihr Debütalbum Diabolosis. Im Folgejahr erreichte die Band einen Vertrag mit Necropolis Records. Bei diesem Label veröffentlichten sie im Jahr 1997 die EP Threshold of the Usurper. Im selben Jahr hielten sie mit Dark Funeral eine Tournee durch die USA. Im Jahr 1996 verließ Apocalyptic Warlord die Band und wurde durch Dave „Hellstorm“ Chiarella die Band.
Danach folgte ein Auftritt auf dem Milwaukee Metal Festival und nahmen danach das Album Skeletal Season. Nach den Aufnahmen folgten Auftritte in Europa zusammen mit Enthroned und Hecate Enthroned. Skeletal Season wurde im Jahr 1999 veröffentlicht. Der Veröffentlichung folgten einige vereinzelte Auftritte. Infolgedessen hielt die Band eine Tournee zusammen mit Cradle of Filth durch Nordamerika und Kanada.
Im folgenden Jahr veröffentlichte die Band Visions from the Gods, das neben dem Demo noch zusätzliches Bonusmaterial enthielt. Im selben Jahr erschien außerdem das Album Necronemesis. Auf dem Album waren als Gäste Proscriptor von Absu und King Diamond zu hören. Als neuer Gitarrist kam Carcass Chris zur Band. Im Winter ging die Band zusammen mit Cradle of Filth auf Tournee durch Europa.
Im Jahr 2001 trennte sich die Band von ihrem Label und unterschrieb einen Vertrag bei Earache Records. Das Label veröffentlichte Visions from the Gods und Necronemesis mit neuem Layout und Bonusliedern erneut. Danach ging die Band zusammen mit Manowar auf Tournee. Danach nahm die Band das nächste Album auf, wobei die Arbeiten durch einen Brand im Gebäudekomplex, in dem sich Proberaum befand, unterbrochen wurden. Produziert wurde das Album Twilight Dominion von Neil Kernon (Nevermore, Queensrÿche, Cannibal Corpse).
Schlagzeuger Hellstorm verließ nach der Veröffentlichung des Albums im Jahr 2003 die Band. Der Veröffentlichung folgte eine Tournee zusammen mit Enslaved und Enforsaken durch die USA. Danach kamen mit Sänger Dan „Tyrantor“ Lawson und Schlagzeuger Warlord zur Band. Danach begab sich die Band in die Rax Tax Studios und nahmen erneut unter der Leitung von Neil Kernon das Album Cryptobeast auf.
Tyrantor verließ im August 2006 die Band. Bassist und Sänger Jon Necromancer und Gitarrist Carcass Chris die Band, was zur Auflösung der Band im Jahr 2007 führte.

## Stil
Die Musik von Usurper wird als eine Mischung zwischen Vader, Bolt Thrower und Thrash Metal bezeichnet. Die Band betont, keine politischen oder religiösen Ideologien zu predigen, noch über sozial relevante Themen zu singen. Stattdessen besingt sie Themen wie Werwölfe, Monster-Folklore, außerirdische Invasionen, alte Zivilisationen und Schlachten, kryptozoologische Kreaturen, Heimsuchungen, Prophezeiungen, Zeitreisen und das Paranormale.

## Diskografie
- Visions from the Gods (Demo, 1994, Eigenveröffentlichung)
- Diabolosis (Album, 1995, Head Not Found)
- Threshold of the Usurper (EP, 1997, Necropolis Records)
- Headbangers Against Disco Vol. 2 (Split mit Nifelheim und Unpure, 1997, Primitive Art Records)
- Skeletal Season (Album, 1999, Necropolis Records)
- Visions from the Gods (Kompilation, 2000, Necropolis Records)
- Necronemesis (Album, 2000, Necropolis Records)
- Twilight Dominion (Album, 2003, Earache Records)
- Cryptobeast (Album, 2005, Earache Records)
- Lords of the Permafrost (Album, 2019, Soulseller Records)